# Velká kyslíková katastrofa
- Fáze 1 (3,85–2,45 Ga): Prakticky žádný O2 v atmosféře. Oceány, s možnou výjimkou mělkých vod, neobsahovaly žádný O2.
- Fáze 2 (2,45–1,85 Ga): O2 je produkován, roste na hodnoty 0,02 a 0,04 atm, ale je absorbován oceánem a horninami mořského dna.
- Fáze 3 (1,85–0,85 Ga): O2 začíná být uvolňován z oceánů jako plyn, ale je absorbován povrchem Země. Žádná výrazná změna v úrovních obsahu kyslíku v atmosféře.
- Fáze 4 a 5 (0,85 Ga – současnost): Ostatní zásobníky O2 jsou naplněny; plynný kyslík se začíná akumulovat v atmosféře.[1]

Nárůst obsahu O_{2} v atmosféře Země. Červená a zelená udávají rozmezí odhadů, čas je uveden v miliardách let (Ga) před současností.
Fáze 1 (3,85–2,45 Ga): Prakticky žádný O_{2} v atmosféře. Oceány, s možnou výjimkou mělkých vod, neobsahovaly žádný O_{2}.
Fáze 2 (2,45–1,85 Ga): O_{2} je produkován, roste na hodnoty 0,02 a 0,04 atm, ale je absorbován oceánem a horninami mořského dna.
Fáze 3 (1,85–0,85 Ga): O_{2} začíná být uvolňován z oceánů jako plyn, ale je absorbován povrchem Země. Žádná výrazná změna v úrovních obsahu kyslíku v atmosféře.
Fáze 4 a 5 (0,85 Ga – současnost): Ostatní zásobníky O_{2} jsou naplněny; plynný kyslík se začíná akumulovat v atmosféře.

Velká kyslíková katastrofa, někdy také nazývaná Velká oxidační událost (angl. Great Oxidation Event, GOE) či kyslíková krize, je časové období (trvající minimálně 0,2 Ga), kdy v zemské atmosféře a mělkém oceánu došlo k prvnímu zvýšení obsahu kyslíku, přibližně před 2,4–2,0 Ga (miliardami let) v období paleoproterozoika. Změna to byla spíše dlouhodobá než náhlá událost. Souvisela s oxidací magmatu a pláště. Ještě v době před 2,5 Ga bylo patrně množství kyslíku zanedbatelné. Geologické, izotopové a chemické důkazy naznačují, že se v zemské atmosféře začal hromadit biologicky produkovaný molekulární kyslík (O2) a změnil ji ze slabě redukční atmosféry, neobsahující prakticky žádný kyslík, na atmosféru oxidační, která obsahovala kyslíku velké množství, což způsobilo zánik mnoha druhů, existujících v té době na Zemi. Událost způsobily sinice produkující kyslík, a následně tento nárůst obsahu kyslíku v atmosféře umožnil rozvoj mnohobuněčných forem života.